# La Ceinture de Cherchemidi
La Ceinture de Cherchemidi est la vingtième histoire de la série Natacha de François Walthéry et Mittéï d'après un scénario de Peyo tiré de l'aventure	La Ceinture noire (1961) de la série Jacky et Célestin. Elle est publiée pour la première fois en 1992 sous forme d'album.

## Résumé
Natacha et Walter sont en vacances dans le midi. Pendant le voyage, ils font la connaissance de l'excentrique professeur Cherchemidi. Il est l'inventeur d'une ceinture qui produit un champ électromagnétique intense entourant son porteur et le protège de tout éléments extérieurs. Cet objet est malheureusement convoité par de dangereux malfaiteurs et le professeur kidnappé. Natacha et Walter détenant la ceinture se lancent dans une course poursuite avec les truands à leurs trousses.

## Personnages principaux
- Natacha et Walter sont les personnages principaux de la série. Ils font faire du camping dans le midi.
- Le professeur Cherchemidi est une caricature de Charles Dupuis
- L'inspecteur de police Palombo est une caricature de l'inspecteur Columbo
- Le pilote de l'avion de la traque aérienne finale est une caricature de Victor Hubinon

### Documentation
- Thierry Martens, « Introduction », dans Natacha t. 5, Dupuis, mai 2014 (ISBN 978-2-8001-6119-8), p. 6-31.